# Unión Socialista Sudanesa
La Unión Socialista Sudanesa (USS) (en árabe: الاتحاد الاشتراكي السوداني‎ Al-Ittihad Al-Ishtiraki Al-Sudaniy) fue un partido político en la República Democrática de Sudán. La USS fue el partido único de 1971 a 1985, cuando el presidente de Sudán Yaafar al-Numeiry fue derrocado por un golpe de Estado.
Actualmente la Unión Demócrata Socialista Sudanesa, el partido sucesor de la USS, existe como partido registrado en el país. Fue liderado por Fatima Abdel Mahmoud, la primera mujer en ser ministra durante la presidencia de al-Numeiry como exmiembro del Partido del Congreso Nacional. Ella también fue la primera mujer en ser candidata a la presidencia del país en las elecciones generales de 2010.

## Historia electoral

### Elecciones presidenciales
| Fecha de las elecciones | Candidato del partido | Número de votos | Porcentaje de votos | Resultado  |
| ----------------------- | --------------------- | --------------- | ------------------- | ---------- |
| 1971 (referéndum)       | Yaafar al-Numeiry     | 3,839,374       | 98.6%               | Elegido Sí |
| 1977                    | Yaafar al-Numeiry     | 5,624,128       | 99.1%               | Elegido Sí |
| 1983                    | Yaafar al-Numeiry     | No publicados   | 99.6%               | Elegido Sí |

### Elecciones a laAsamblea Nacional
| Fecha de las elecciones | Líder del partido | Número de votos | Porcentaje de votos | Número de escaños | +/– |
| ----------------------- | ----------------- | --------------- | ------------------- | ----------------- | --- |
| 1978                    | Yaafar al-Numeiry | No publicado    | No publicado        | 274/304           | 274 |
| 1980                    | Yaafar al-Numeiry | No publicado    | No publicado        | 332/368           | 58  |
| 1981–82                 | Yaafar al-Numeiry | No publicado    | No publicado        | 138/151           | 194 |